# フランシスコ・パレンシア
フランシスコ・パレンシア（Juan Francisco Palencia Hernández、1973年4月28日 - ）は、メキシコの元サッカー選手。元メキシコ代表。ポジションはフォワード。

## 来歴
1996年にメキシコ代表デビュー。1998 FIFAワールドカップのメンバーにも選ばれ、2試合に出場した。コパ・アメリカ1999では3位決定戦で先制点を決め、2-1で勝利、3位となった。FIFAコンフェデレーションズカップ1999では全5試合に出場、優勝した。2002 FIFAワールドカップにも出場した。2009年までに79試合に出場、12得点をあげた。

## 代表歴

### 出場大会
- メキシコ代表
  - 1998 FIFAワールドカップ
  - 2002 FIFAワールドカップ

### 試合数
- 国際Aマッチ 79試合 12得点（1996年-2009年）[1]

| メキシコ代表 | 国際Aマッチ | 国際Aマッチ |
| 年           | 出場        | 得点        |
| ------------ | ----------- | ----------- |
| 1996         | 6           | 0           |
| 1997         | 6           | 2           |
| 1998         | 12          | 2           |
| 1999         | 18          | 2           |
| 2000         | 13          | 1           |
| 2001         | 12          | 1           |
| 2002         | 4           | 1           |
| 2003         | 0           | 0           |
| 2004         | 4           | 1           |
| 2005         | 0           | 0           |
| 2006         | 0           | 0           |
| 2007         | 2           | 1           |
| 2008         | 0           | 0           |
| 2009         | 2           | 1           |
| 通算         | 79          | 12          |